# Transatlanticism
Transatlanticism é um álbum de Death Cab for Cutie, lançado em 2003.

## Faixas
| N.º | Título                           | Duração |  |
| 1.  | "The New Year"                   | 4:06    |  |
| 2.  | "Lightness"                      | 3:30    |  |
| 3.  | "Title and Registration"         | 3:39    |  |
| 4.  | "Expo '86"                       | 4:11    |  |
| 5.  | "The Sound of Settling"          | 2:12    |  |
| 6.  | "Tiny Vessels"                   | 4:21    |  |
| 7.  | "Transatlanticism"               | 7:55    |  |
| 8.  | "Passenger Seat"                 | 3:41    |  |
| 9.  | "Death of an Interior Decorator" | 2:56    |  |
| 10. | "We Looked Like Giants"          | 5:32    |  |
| 11. | "A Lack of Color"                | 3:35    |  |